# کائورو واکابایاشی
کائورو واکابایاشی (انگلیسی: Kaoru Wakabayashi؛ زادهٔ ۱۹ اوت ۱۹۳۸) بازیکن بسکتبال اهل ژاپن بود.